# Goldberg Baroque Ensemble
Goldberg Baroque Ensemble – zespół muzyki klasycznej, głównie barokowej, założony w Gdańsku przez dyrygenta Andrzeja Mikołaja Szadejko. W skład Goldberg Baroque Ensemble wchodzą instrumentaliści, absolwenci Koninklijk Conservatorium w Hadze, Schola Cantorum Basiliensis w Bazylei, Royal Academy of Music w Londynie oraz polskich uczelni muzycznych. Muzycy grają na oryginalnych instrumentach lub ich kopiach, zgodnie z praktyką wykonawczą z danej epoki. Częścią zespołu jest również wokalna grupa kameralistów (12-16 osób), występująca nieraz a cappella pod nazwą Goldberg Vocal Ensemble. Priorytetem wykonawstwa Goldberg Baroque Ensemble jest muzyka kompozytorów działających na Pomorzu. Zespół razem z Biblioteką Gdańską Polskiej Akademii Nauk realizuje projekt “Muzyczne Dziedzictwo Miasta Gdańska” dokumentujący na fonogramach muzykalia ze zbiorów bibliotecznych.

## Dyskografia
- 2008: Muzyczne Dziedzictwo Miasta Gdańska, vol I: Gdańskie Królestwo Kantat - Kantaty Adwentowe [Dux]
- 2010: Muzyczne Dziedzictwo Miasta Gdańska, vol. II: Gdańskie Królestwo Kantat - Kantaty Wielkopostne [Sarton]
- 2011: Muzyczne Dziedzictwo Miasta Gdańska, vol. III: Gdańskie Królestwo Kantat - Kantaty Wielkopostne [Sarton]
- 2012: Muzyczne Dziedzictwo Miasta Gdańska, vol. IV: Johann Balthasar Christian Freisslich: Passio Christi [Sarton]
- 2012: Muzyczne Dziedzictwo Miasta Gdańska, vol. V: Gdańskie Królestwo Kantat - Kantaty Wielkanocne [Sarton]
- 2015: Muzyczne Dziedzictwo Miasta Gdańska, vol. VI: Gdańskie Królestwo Kantat - Kantaty na Wniebowstąpienie i Święto Zesłania Ducha Świętego [Sarton]